# Czerwieniec (województwo lubuskie)
Czerwieniec (niem. Rotheheide) – osada leśna w Polsce położona w województwie lubuskim, w powiecie międzyrzeckim, w gminie Skwierzyna.
W latach 1975–1998 miejscowość administracyjnie należała do województwa gorzowskiego.